# Kokusai Ku-8
El Kokusai Ku-8 (Planeador de transporte Tipo 4) es un planeador de asalto japonés usado durante la Segunda Guerra Mundial. 

## Desarrollo
El planeador Ku-8-I o Planeador experimental del Ejército  era esencialmente un transporte Kokusai Ki-59, con los motores y tanques de combustibles retirados y un tren de aterrizaje modificado.  
Un posterior desarrollo resultó en el único planeador de asalto utilizado por el Ejército Imperial japonés; el Ku-8-II (Planeador de Transporte Pesado del Ejército Tipo 4. Fue producido en 1944 usando estructura tubular de acero, una proa abisagrada que se podía abrir hacia el lado permitiendo la carga y descarga. También su capacidad se pudo aumentar ligeramente a 20 soldados. En total , aproximadamente 700 fueron construidos.Fueron usados operacionalmente en las Filipinas, primariamente para transportar suministros.Se le dio en nombre código aliado Goose y después Gander. Podía transportar 18 soldados, o 1.500 kg de carga además de la tripulación de 2 hombres. 

## Variantes
- Ku-8-I:Prototipos
- Ku-8-II:Planeador de transporte/asalto

## Operadores
- Imperio de Japón

## Especificaciones

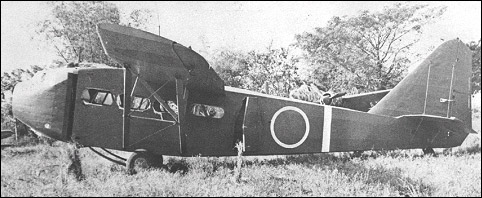
Planeador Kokusai Ku-8 derivado del Kokusai Ki-59.

Referencia datos: 

### Características generales
- Capacidad: 20 soldados
- Longitud: 13.31 m
- Envergadura: 23.20 m
- Altura: 3.05 m
- Peso vacío: 3,500 kg

### Rendimiento
- Velocidad nunca excedida (Vne): 224 km/h
- Alcance: 300 km